# 2001 XU254
2001 XU254 est un objet transneptunien de magnitude absolue 6,68.
Son diamètre est estimé à 200 km ce qui pourrait le qualifier comme un candidat au statut de planète naine.